# Huiczole

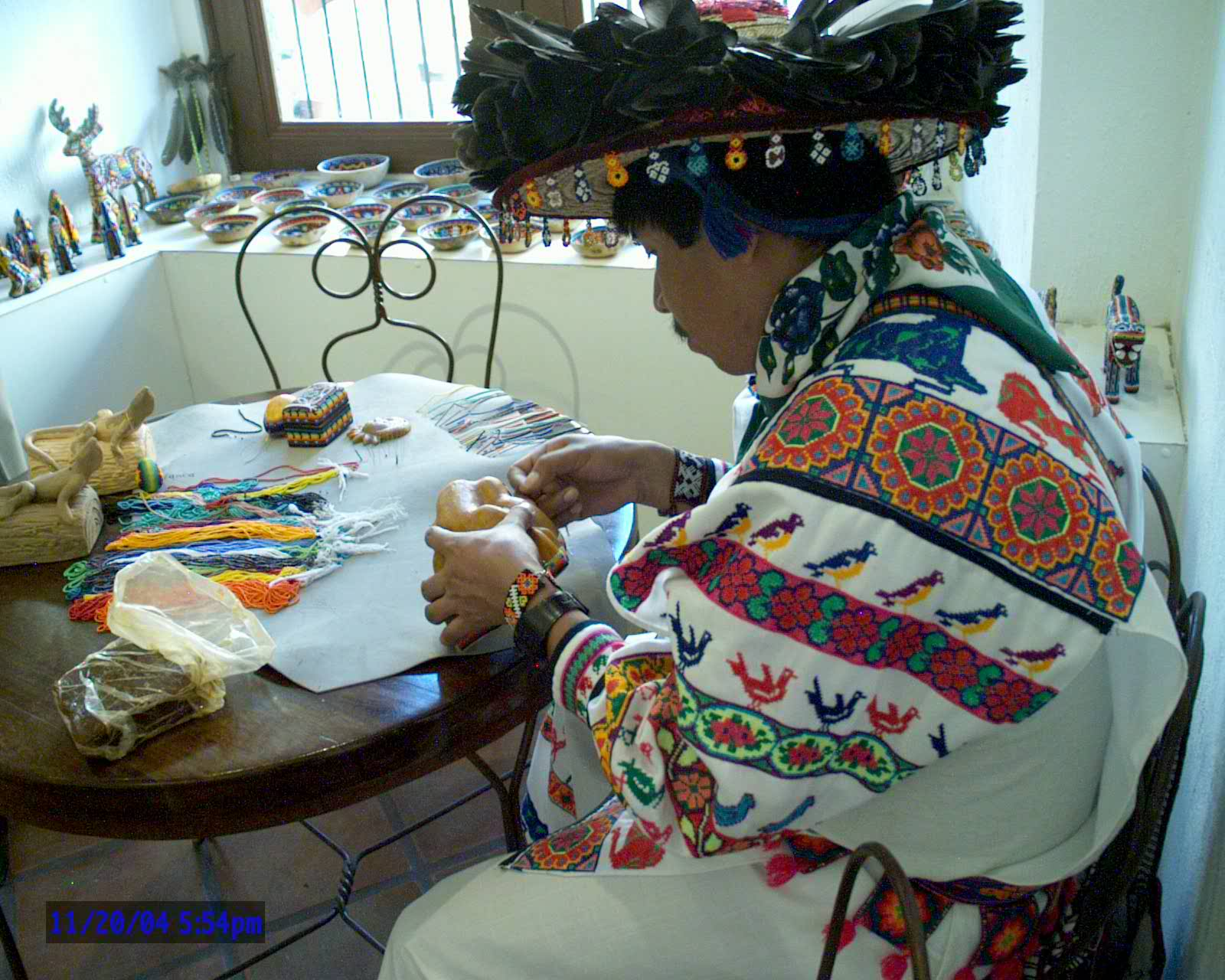
Huiczol w tradycyjnym stroju

Huiczole – grupa etniczna zamieszkująca górzyste tereny pomiędzy Durango i Guadalajara, wschodnie tereny środkowego Meksyku, niedaleko Zacatecas, na Sierra Madre Occidental, w stanach Nayarit i Jalisco. Huiczole sami nazywają się „Wixáritari”, co oznacza „ludzie”.

## Mitologia
Religia Huichol, podobnie jak religie mezoamerykańskie, powiązana była z otaczającym światem fauny i flory. Bogowie Huichol to personifikowane elementy otaczającej ich przyrody oraz żywiołów: ognia, deszczu (wody) itp. Każde bóstwo odpowiedzialne jest za zsyłanie na ludzi dóbr i klęsk. Bogowie reprezentujący dobro przedstawiani byli w postaci Jelenia, zwierzęcia uważanego obok Pejotlu i Kukurydzy za element święty. 

### Bóstwa najwyższe
Do ich najważniejszych bogów solarnych należeli bogowie, znani z mitologii azteckiej. Odmiennym bogiem był Sakaimoka, który sprawował patronat nad słońcem w stadium zachodu oraz bogini Słońca Tate Velika Vimali. Występowała w dwóch postaciach – młodej dziewczyny, której sukienką było nocne niebo usłane gwiazdami lub królewskiego orła, który trzymał świat w szponach. Mówiono, iż ona trzyma pieczę na ziemią. 

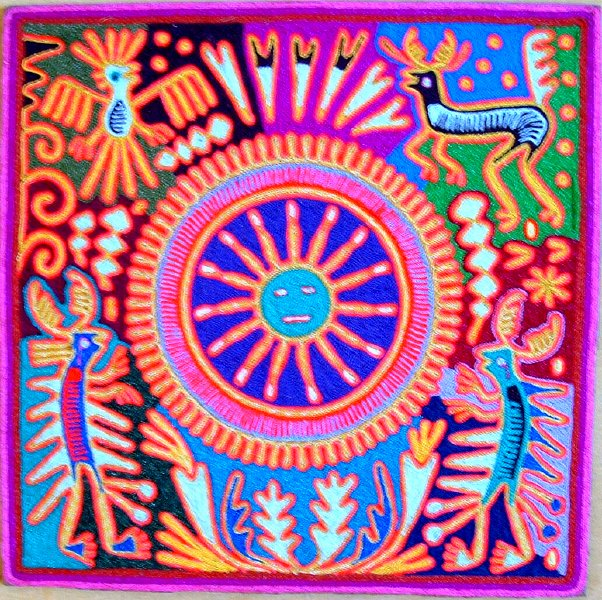
Nierika – sztuka Indian Huichol

Bóstwem najwyższym był Tatevali (Tatewari Pradziad). Pełnił funkcję boga ognia sprawującego władze nad życiem i zdrowiem, był władcą ar, orłów królewskich, kardynałów, jaguarów, oposów oraz ziół i traw. Do niego wznosili modły wszyscy ziemscy szamani – medycy, którzy przepowiadają przyszłość oraz sprawował władzę nad szamanami – medykami bogów. 
Hipostazą Tatevali, był Tatotsi Mara Kware – drugorzędny bóg ognia. Mity mówią, że on wraz z Kauyumarie powstali z iskry pochodzącej od uderzenia w krzemień. Był panem jastrzębi i występował pod postacią jelenia. Wspomniany Kauyumarie (Świty Jeleń) oraz Bóg zachodzącego słońca pod postacią węża, Tayau Sakaimoka, byli pomocnikami Tetevaliego oraz szamana, który pomagał duszom w przejściu przez „Wrota Zderzających się Chmur” w drodze do świata podziemnego znanego u Indian Huichol pod nazwą Wirikuty.
Innym wcieleniem Kauyumarie był Maxa Kwaxi.

### Bóstwa pluwialne

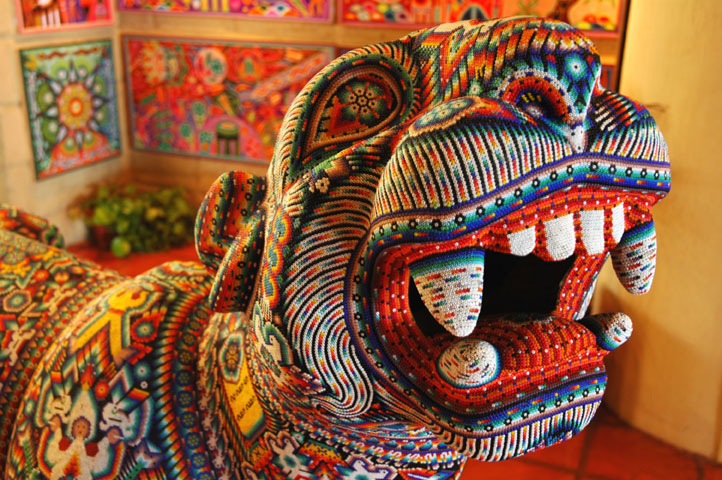
Tradycyjna sztuka Huiczoli

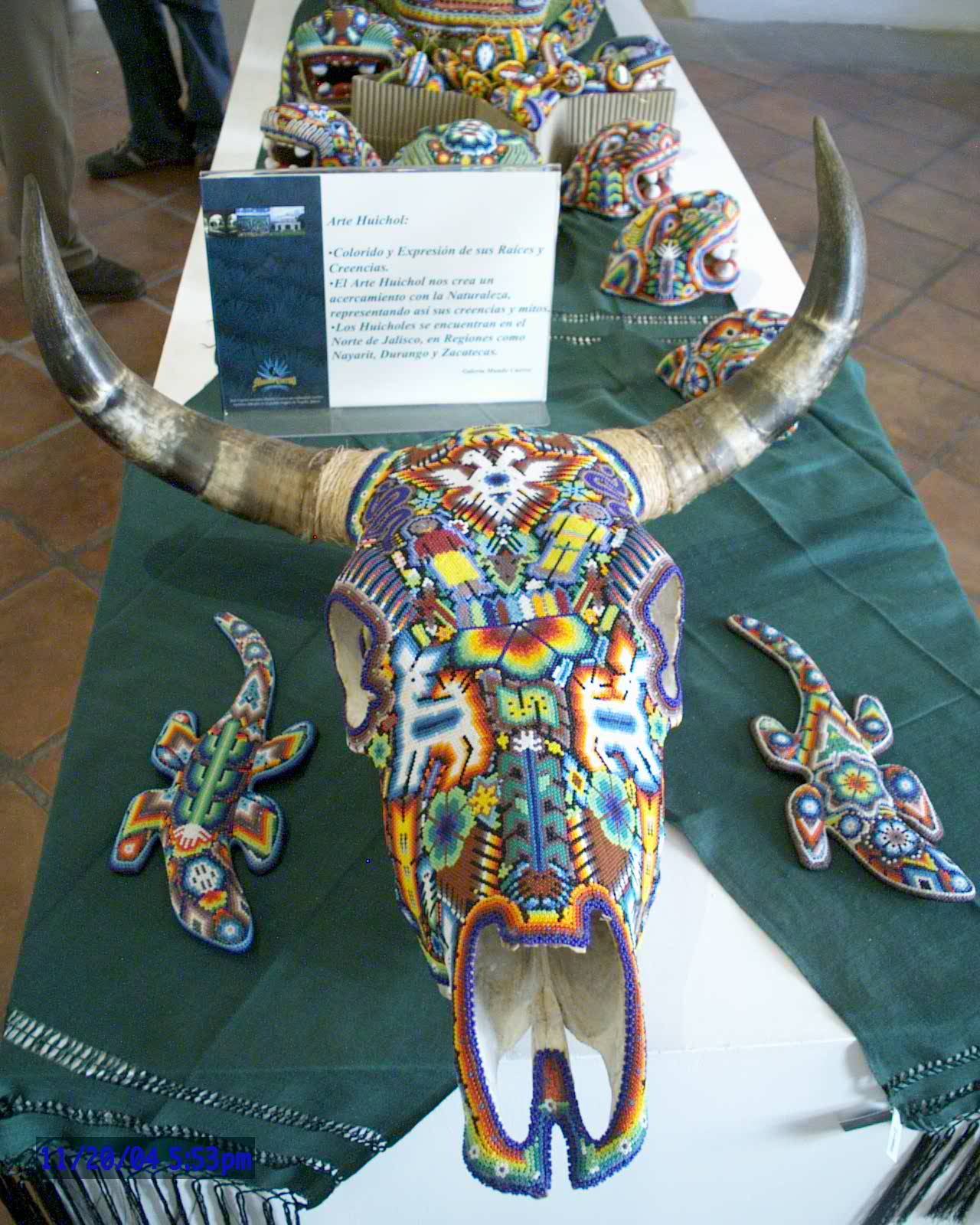
Przedstawienie jelenia w sztuce

Huiczole mieli w swoim panteonie bóstwa deszczu podobne do azteckiego Tlaloca czy Chaca Majów. Była ich czwórka, lecz byli płci żeńskiej. Pierwszą z tych bogiń była Tate Hautse Kupiur (Matka Północna Woda). Wyobrażano ją sobie w postaci żółtego węża, który przynosił deszcz z północy. Odpowiedzialna była za mgły i opary. Była panią zboża, dyń, fasoli, kwiatów, mułów, koni i owiec. Następna bogini nazywała się Tate Krewimoka (Matka Zachodnia Woda). Ona miała postać białego węża i przynosiła deszcze z zachodu. Była panią zwierzyny płowej, zboża i kruków.. Kolejna nazywała się Tate Naaliwami (Matka Wschodnia Woda). Jej kolorem był kolor czerwony i jako dzierżąca błyskawicę (pod tą postacią ukazywała się) była boginią wody i deszczu wschodniej strony oraz panią bydła, mułów i koni. Ostatnia czwarta bogini nosiła nazwę Tate Rapawiyema (Matka Południowa Woda). Jej postać węża przybierała kolor niebieski i patronowała południowej stronie świata i nasionom zbóż.
W mitologii Huicholi można wyróżnić i inne boginie pluwialne takie jak Tate Oteganaka, która ponadto jest patronką dzisiejszej Laguna de Magdalena.

### Bóstwa pomniejsze
Innymi bóstwami, o których nie zachowało się wiele informacji, w panteonie Indian Huichola byli: 
- Tayau (Tayaupa Ojciec Słońce) – pan indyków, królików, jaguarów, jastrzębi, przepiórek, dzięciołów olbrzymich, jaskółek i kardynałów bogini Ziemi i wzrostu;
- Takotsi Nakawe („Nasza Pramatka”, „Kukurydziana Matka”);
- Aramar – bogini morza;
- Quiamucame – bogini wody morskiej;
- Takakam (Tokakami) – bóg śmierci i podziemia;
- Parikute – bóg łowów i zwierząt;
- Tamats Palike Tomoyeke – bóg wiatrów i posłaniec bogów oraz współstworzyciel ziemi w obecnej formie i postaci oraz wiatrów i powietrza;
- Metsaka – bogini Księżyca.